# Pastorenhaus der Nordwolle

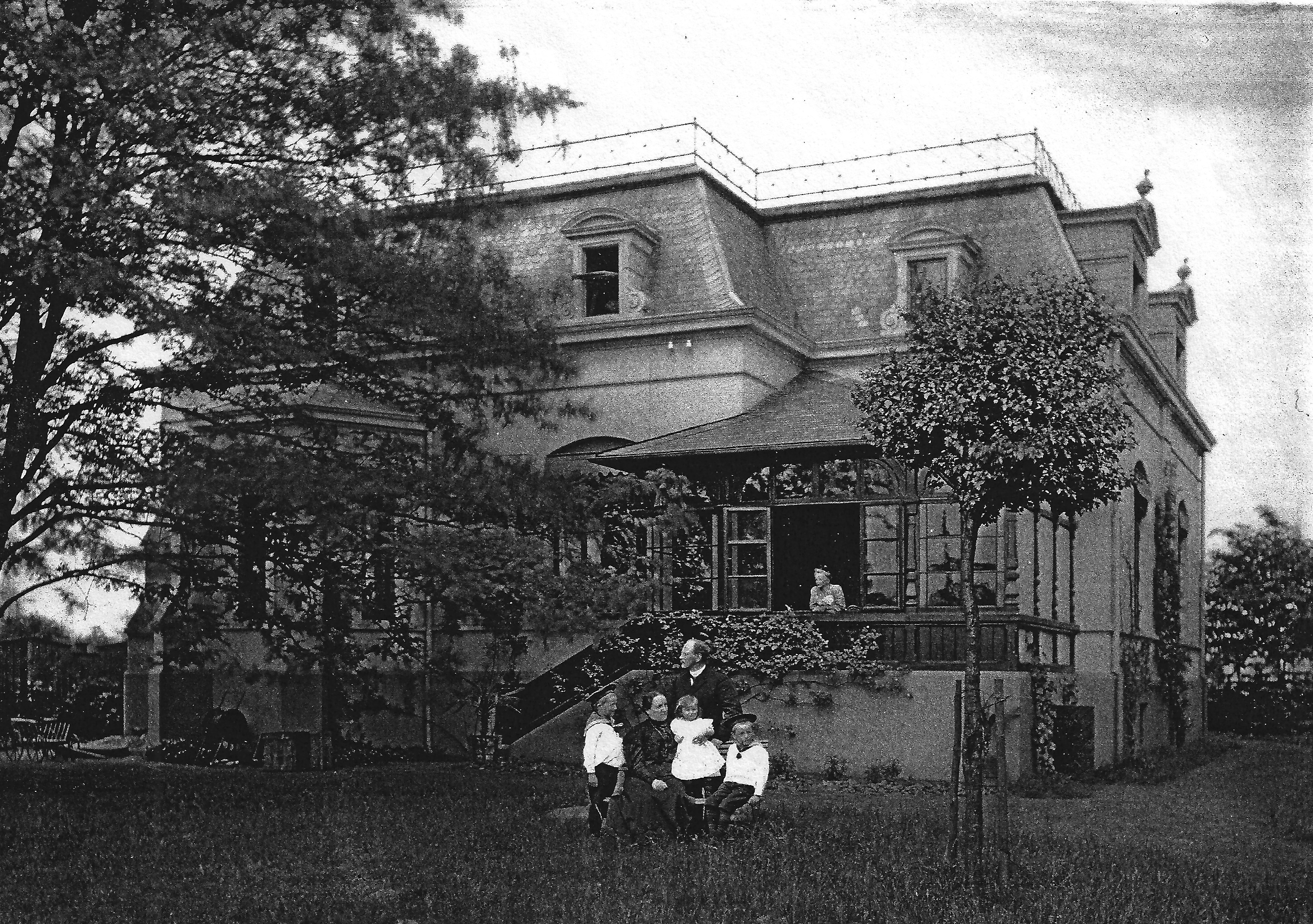
Pastorenfamilie um 1910

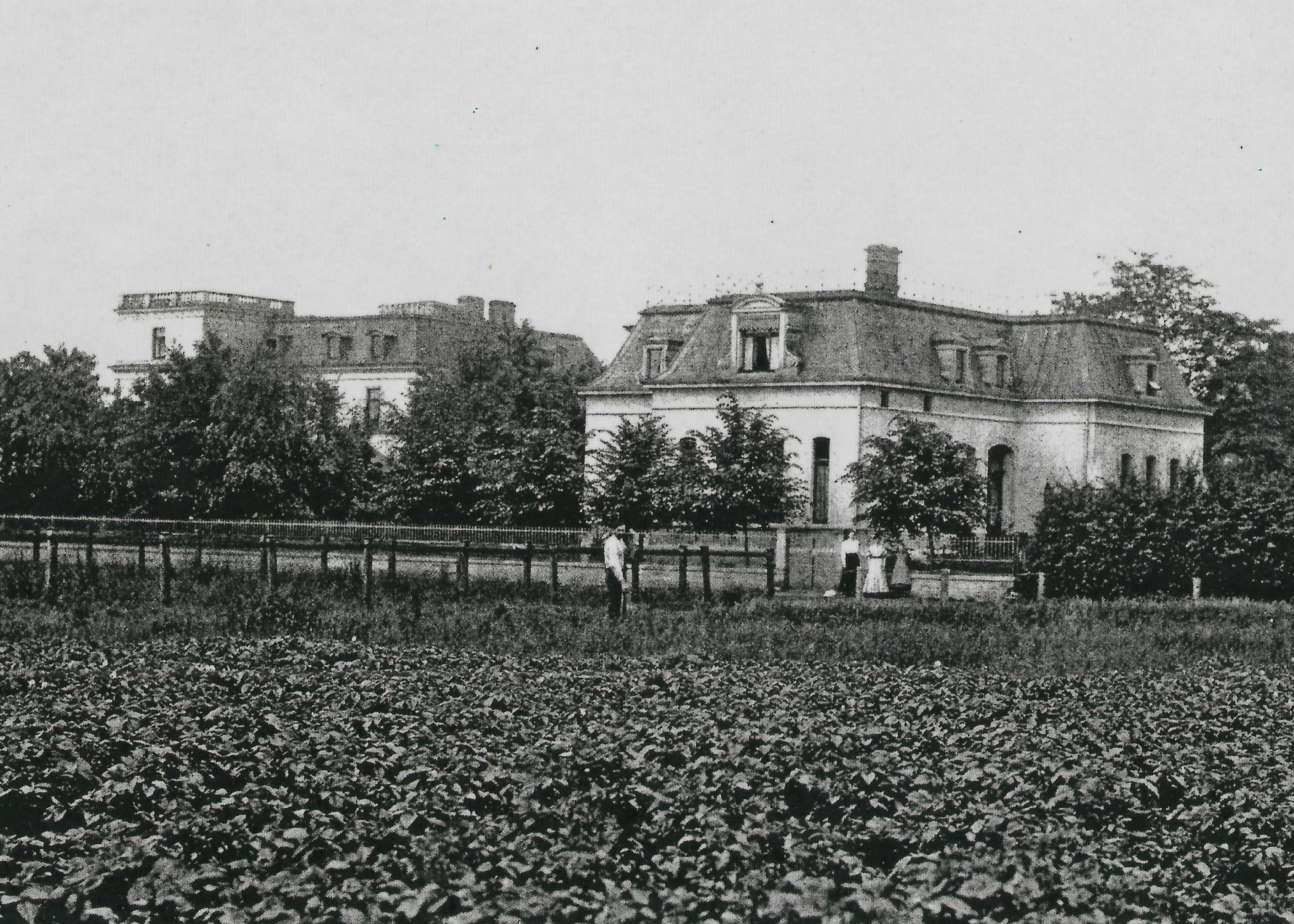
Pastorenhaus und Junggesellenvilla

Das ehemalige Pastorenhaus der Nordwolle (NW&K) in Delmenhorst, Nordenhamer Straße 15, wurde am Ende des 19. Jahrhunderts gebaut.
Das Gebäude ist ein Baudenkmal in Delmenhorst.

## Geschichte
Die Nordwolle war ein bedeutendes Unternehmen für die Verarbeitung von Wolle und Kammgarn, angesiedelt auf einem Areal von rund 25 Hektar Fläche zwischen dem Flüsschen Delme im Westen und Norden sowie den Bahngleisen im Süden. Die Zahl der Beschäftigten wuchs rapide an: 1887 waren es 900, um 1911 bereits 3000 Mitarbeiter und später bis zu 4500. Eine „Stadt in der Stadt“ entwickelte sich.
Aufgrund des christlich-protestantischen Selbstverständnisses der Fabrikdirektoren Christian Lahusen und Carl Lahusen nahmen sie sich auch der religiösen Fürsorge im Betrieb durch die Schaffung einer unabhängigen Werksgemeinde an, mit der die „Erziehungsziele“ Pünktlichkeit, Gehorsam gegenüber kirchlicher und weltlicher Obrigkeit sowie Anstand und Fleiß befördert werden sollten. Für den Werkspastor Grell ließen sie auf dem Werksgelände im östlichen Bereich ein Pastorenhaus bauen. Der Pastor hatte auch die Entwicklung eines christlichen Vereinswesens zu begleiten. Im Mädchenwohnheim wurde zudem eine Kapelle eingerichtet. Von der Firmenleitung aber wurde im Übrigen kein Druck auf Andersgläubige ausgeübt.
Das Pastorenhaus wurde nach dem Konkurs von 1981 umgebaut und diente als Gaststätte, danach als Tanzlokal und dann auch als Nightclub.